# 아이누 레블스
아이누 레블스(일본어: アイヌレブルズ)는 일본의 아이누 음악 밴드이다.

## 개요
2006년 여름, 도쿄 수도권에 사는 아이누족 젊은이들이 결성했다. 해산 직전 활동 멤버는 15명이다. "아이누 문화를 즐겁고, 멋있게 알리고 싶다"는 콘셉트 아래 아이누 민족의 전통 음악과 무용을 바탕으로 힙합과 랩 등 현대의 거리문화 요소를 더해 독자적인 음악·무용을 만들었다.
2010년 6월,  공식 블로그를 통해 활동 중지를 선언하였다.

## 같이 보기
- 아이누
- 아이누 음악
- 사카이 미나 : 아이누 레블스의 전 대표, 일본의 무용가